# Народно-демократична партія (Таджикистан)
Народно-демократична партія Таджикистану (тадж. Ҳизби халқии демократии Тоҷикистон) — правляча політична партія Таджикистану. Партія підтримує політику чинного Президента Емомалі Рахмона.
Штаб-квартира партії міститься у Палаці Єдності в Душанбе.

## Результати на виборах
На парламентських виборах 27 лютого і 13 березня 2005 року Народно-демократична партія Таджикистану здобула 74 % голосів, відповідно 52 з 63 місць у таджицькому парламенті. Таким чином, партія зміцнила свій успіх у порівнянні з виборами 2000 року, на яких вона отримала 64.9 % голосів і відповідно 38 місць.
У 2010 році на чергових парламентських виборах партія перемогла, набравши 71,69 % за партійними списками.